# Wintereik
Wintereik (Quercus petraea) is een soort uit het geslacht eik (Quercus). Het is naast zomereik (Quercus robur) een van de twee eikensoorten die in de Benelux van nature voorkomen. Wintereik komt van de twee het minste voor.

## Algemeen
Wintereik is een boom en kan een hoogte bereiken van 25–30 m en onder goede omstandigheden ruim 40 m. De soort bloeit in mei. De bomen zijn eenhuizig en de bloemen eenslachtig, wat wil zeggen dat de vrouwelijke en mannelijke bloemen op dezelfde boom voorkomen.

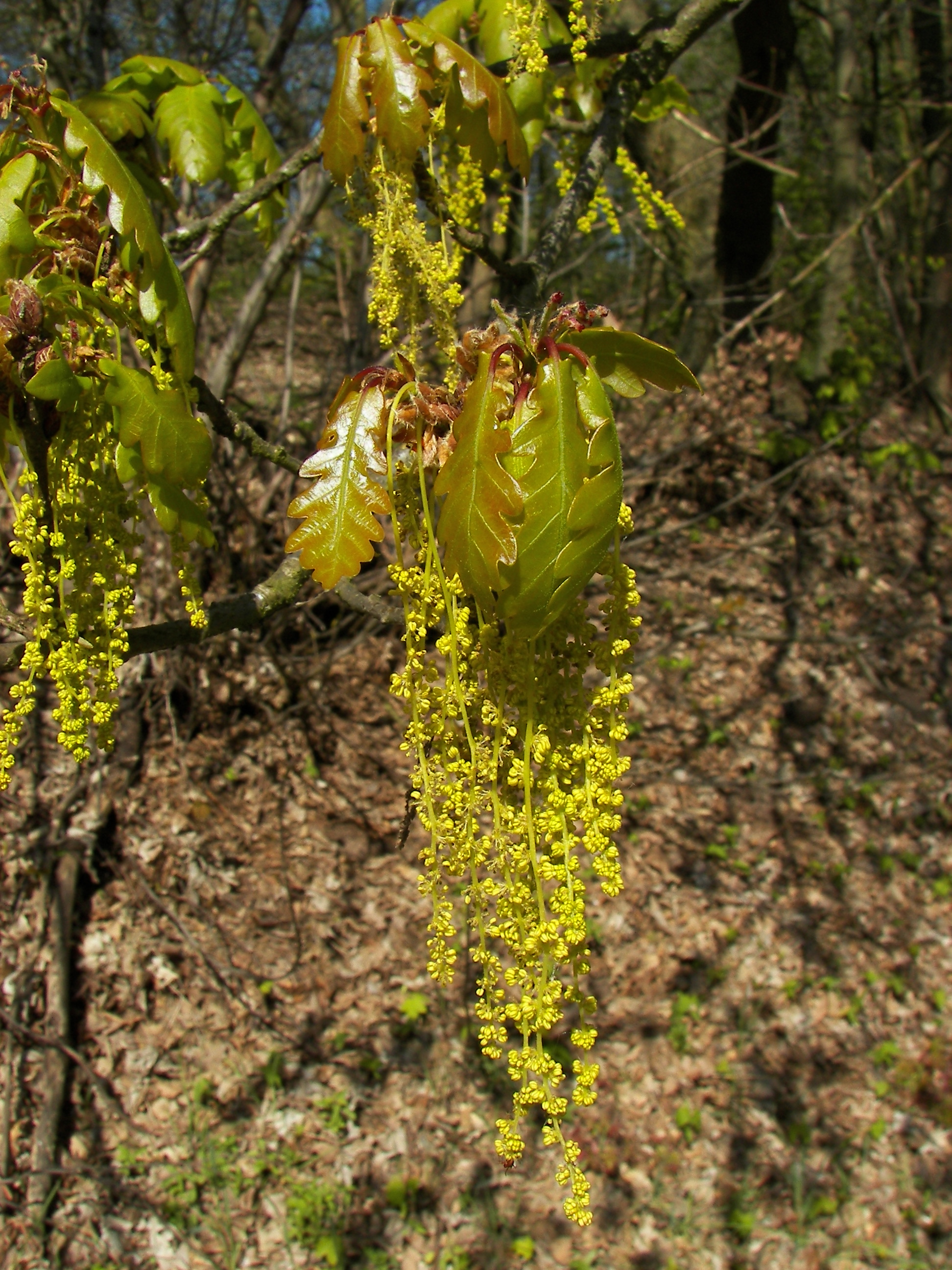
Mannelijke bloeiwijze

Het blad van wintereik is ondieper en meer regelmatig gelobd dan zomereik en de bladhelften vormen elkaars spiegelbeeld. De grootste breedte van het blad ligt ongeveer in het midden. De bladeren zijn meestal glanzend donkergroen van kleur en harder dan die van zomereik. Ook de plaatsing van de bladeren van wintereik is wat regelmatiger verdeeld dan bij de zomereik. De bladsteel is bij wintereik meestal veel langer: 10–29 mm lang tegen 2–8 mm bij zomereik.
Ook staan de napjes van de eikels van zomereik op een steeltje en die van wintereik hebben geen of een zeer kort steeltje. De bloemen, en daardoor de eikels, van wintereik zitten trosvormig bijeen, hetgeen de Duitse naam 'Traubeneiche' verklaart. De eikels zijn eivormig en 15–25 mm lang, gemiddeld iets kleiner dan die van zomereik.
Daarnaast komen natuurlijke bastaarden (Quercus ×rosacea) van zomer- en wintereik voor.
Wintereik groeit vaak slanker en rechter op dan zomereik. Ook is de vertakking meestal minder kronkelig en hoekig. De kroon maakt een geslotener en regelmatiger indruk.
De schors van wintereik is gemiddeld minder diep, meer regelmatig en alleen in de lengterichting gegroefd en grijsgrauw van kleur.
Wintereik behoort tot napjesdragersfamilie (Fagaceae). Deze naam is gegeven, omdat de onderkant van de eikel in een napje zit.

## Ecologischebetekenis
Wintereik is een minder uitgesproken lichtminnende soort dan zomereik. Hij groeit op beschutte standplaatsen met een min of meer vochtige atmosfeer.
In sommige gebieden komen zomer- en wintereiken door elkaar voor.
Wintereik heeft een voorkeur voor goed ontwaterde gronden in gebieden met een vrij hoge neerslag. Zowel in Nederland als de omringende landen kan hij vooral worden aangetroffen in heuvelgebieden, waar hij groeit op humeuze, lemige en matig zure zandgronden en droge, stenige bodems. In Nederland wordt hij vooral aangetroffen op de Veluwe (als oudere opgaande boom met name bij Hoog Soeren, en ten westen van Apeldoorn, verder vaak als voormalig hakhout), de Sallandse Heuvelrug, Utrechtse heuvelrug, Montferland, het Rijk van Nijmegen en het zuidoostelijk deel van Zuid-Limburg. Op de armste en droogste zandgronden is hij echter, in tegenstelling tot zomereik, niet te vinden. Evenmin komt hij voor op slecht ontwaterde kleigronden: wintereiken kunnen niet tegen wateroverlast en groeien steeds buiten het bereik van grondwater. Zomereiken kunnen wel tegen tijdelijke wateroverlast buiten het groeiseizoen, zoals in uiterwaarden en houden het ook beter vol in gebieden met een permanente hogere grondwaterstand.
Over het algemeen hebben wintereiken minder last van eikenmeeldauw dan zomereik.
Ook van massale ontbladering door rupsen van groene eikenbladroller (Tortrix viridana) en kleine wintervlinder (Operophtera brumata) is bij wintereik minder sprake.
Wintereik wordt ook aangeplant langs wegen en in brede straten, maar dit gebeurt in Nederland zelden.
Van de autochtone eiken in Nederland is meer dan 95% zomereik en minder dan 5% wintereik.
Een verklaring is dat wintereik minder zaad produceert dan zomereik. De productie van eikels (mast) was in de Middeleeuwen van groot belang als varkensvoer. Hierdoor werd zomereik sterk bevoordeeld door de mens.
Algemener is wintereik in het westen van Groot-Brittannië, waar zeer oude en indrukwekkende exemplaren zijn aan te treffen. In Frankrijk en Duitsland zijn fraaie, oude aangeplante wintereikenbossen te vinden, meestal in heuvelachtige zandsteengebieden, zoals het Forêt de Tronçais en het Forêt de Bellême in Frankrijk en de Spessart in Duitsland.
Wintereik groeit in zijn jeugd langzamer dan zomereik, maar schijnt deze achterstand op latere leeftijd weer in te halen. Volgens meerdere dendrologen lijkt wintereik qua grootte vergelijkbaar met zomereik. Met name in Engeland en Wales staan zeer oude en dikke wintereiken, waarvan de leeftijd op 800–1000 jaar wordt geschat. Ook uit Bosnië zijn zeer oude wintereiken bekend.

### Syntaxonomie
In de syntaxonomie staat wintereik te boek als kensoort voor de klasse van eiken- en beukenbossen op voedselarme grond (Quercetea robori-petraeae). Van nature komt wintereik voor als begeleider van beuk in het beuken-eikenbos en het veldbies-beukenbos.

## Hout

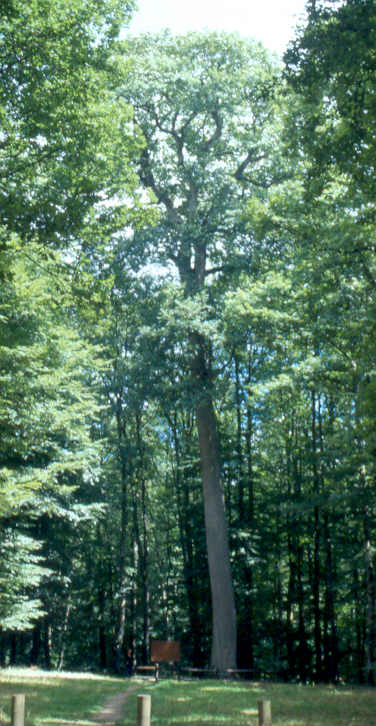
Wintereik in Forêt de Bellême, Frankrijk, 325 jaar

Het hout van wintereik heeft een goede kwaliteit en wordt veel gebruikt voor het maken van fineer. Belangrijk hierbij is dat de stam recht en zonder knoesten is. Beroemd zijn de wintereikenbossen van de Spessart (tussen Frankfurt am Main en Würzburg), waarin langstammige 'fineereiken' van 300-400 jaar zijn te vinden. Deze brengen vanouds zeer hoge prijzen op. De oude Franse wintereikenbossen, zoals het Forêt de Bellême, Forêt de Tronçais, Forêt de Fontainebleau en Forêt de Bercé waren oorspronkelijk vooral bedoeld voor de scheepsbouw. Later zijn ze eveneens gebruikt voor de productie van fineer en wijnvaten. De fraaie wintereikenbestanden in deze bossen stammen deels nog uit de 17e eeuw. De minister van Lodewijk XIV, Colbert, heeft deze bossen met vooruitziende blik rond 1680 aangeplant. De toen aangeplante Chêne de l'école op de foto hiernaast heeft de kenmerkende en ideale vormgeving voor de productie van fineerhout: een hoogte van 40 m en een zeer lange takvrije stam (25 m).